# Доле, Марк
Марк Доле (фр. Mark Dolez, род. 21 октября 1952, Дуэ) — французский политик, бывший депутат Национального собрания Франции, бывший член Социалистической партии Франции, один из основателей Левой партии.

## Биография
Родился 21 октября 1952 году в городе Дуэ (департамент Нор). На выборах в Национальное собрание 2007 года выиграл голосование по 17-му избирательному округу департамента Нор, получив 62,14% голосов. После поражения левого крыла социалистической партии на партийном конгрессе в Реймсе в ноябре 2008 года и избрания кандидатом в президенты Сеголен Руайяль вместе с рядом сторонников покинул ряды Социалистической партии Франции и совместно с Меланшоном основал Левую партию. Во время выборов в Национальное собрание 2012 года стал кандидатом Левого фронта по 17-у избирательному округу департамента Нор, занял первое место по итогам 1-го тура и победил без борьбы во 2-м туре, поскольку занявшая второе место кандидат социалистов Моник Амгар сняла свою кандидатуру в соответствии с соглашением между левыми партиями.
В декабре 2012 года Марк Доле вышел из Левой партии, посчитав, что Жан-Люк Меланшон как лидер партии слишком много внимание уделяет критике Социалистической партии.

## Занимаемые выборные должности
- С 14 марта 1983 года по 16 марта 2008 года — член муниципального совета города Дуэ.
- С 17 марта 1986 года по 15 марта 1998 года — член совета региона Нор-Па-де-Кале.
- С 13 марта 1988 года по 1 апреля 1993 года — депутат Национального собрания Франции от 17-го избирательного округа департамента Нор.
- С 12 июня 1997 года по 20 июня 2017 года— депутат Национального собрания Франции от 17-го избирательного округа департамента Нор.
- С 1 июня 2002 года по 16 марта 2008 года — вице-президент агломерации Дуэ.